# Mi amor (película de 2015)
Mon Roi, titulada en español Mi amor, es una película dramática francesa de 2015, dirigida por Maïwenn. Fue protagonizada por Vincent Cassel, Emmanuelle Bercot, Louis Garrel y Isild Le Besco.
Fue seleccionada para competir por la Palme d'Or en el Festival de Cannes, donde la actriz Emmanuelle Bercot se llevó el premio a la Mejor Actriz. También contó con ocho nominaciones en los Premios César y cuatro nominaciones en los Prix Lumière.

## Sinopsis
Tras sufrir un grave accidente de ski, Tony (Emmanuelle Bercot) se recupera lentamente en un centro de rehabilitación recordando, para intentar comprender, la relación pasional y destructiva que vivió con Giorgio (Vincent Cassel). El proceso de recuperación será tanto físico como psíquico y emocional.
Tuvo críticas mayormente positivas y apreciada por las actuaciones de los protagonistas.

## Reparto
- Vincent Cassel como Georgio.
- Emmanuelle Bercot como Tony.
- Louis Garrel como Solal.
- Isild Le Besco como Babeth.
- Chrystèle Saint Louis Augustin como Agnès.
- Patrick Raynal como Denis.
- Paul Hamy como Pascal.
- Yann Goven como Jean.
- Djemel Barek como Djemel.
- Marie Guillard como Marie.
- Camille Cottin como la novia de Giorgio.
- Slim El Hedli como Slim.
- Norman Thavaud como Nico.
- Ludovic Berthillot
- Félix Bossuet

## Reconocimientos
| Año  | Categoría                     | Persona nominada              | Resultado |
| ---- | ----------------------------- | ----------------------------- | --------- |
| 2015 | Palma de Oro - Mejor película | Palma de Oro - Mejor película | Nominada  |
| 2015 | Mejor actriz                  | Emmanuelle Bercot             | Ganadora  |

| Año  | Categoría            | Resultado |
| ---- | -------------------- | --------- |
| 2015 | Premio de la crítica | Nominada  |

| Año  | Categoría        | Persona nominada  | Resultado |
| ---- | ---------------- | ----------------- | --------- |
| 2016 | Mejor dirección  | Maïwenn           | Nominada  |
| 2016 | Mejor actriz     | Emmanuelle Bercot | Nominada  |
| 2016 | Mejor fotografía | Claire Mathon     | Nominada  |

| Año  | Categoría              | Persona nominada                               | Resultado |
| ---- | ---------------------- | ---------------------------------------------- | --------- |
| 2016 | Mejor película         | Mejor película                                 | Nominada  |
| 2016 | Mejor dirección        | Maïwenn                                        | Nominada  |
| 2016 | Mejor actriz           | Emmanuelle Bercot                              | Nominada  |
| 2016 | Mejor actor            | Vincent Cassel                                 | Nominado  |
| 2016 | Mejor actor secundario | Louis Garrel                                   | Nominado  |
| 2016 | Mejor música original  | Stephen Warbeck                                | Nominado  |
| 2016 | Mejo sonido            | Emmanuel Croset, Nicolas Provost y Agnès Ravez | Nominados |
| 2016 | Mejor montaje          | Simon Jacquet                                  | Nominada  |